# Departamento Nueva Segovia
Nueva Segovia ist einer von 15 Verwaltungsbezirken (Departamentos) in Nicaragua. Er liegt im Norden des Landes an der Grenze zu Honduras. Die Hauptstadt ist Ocotal, die Einwohnerzahl liegt bei rund 215.000 (Berechnung 2006) bei einer Fläche von 3.123 km².

## Municipios
1. Ciudad Antigua
2. Dipilto
3. El Jícaro
4. Jalapa
5. Macuelizo
6. Mozonte
7. Murra
8. Ocotal
9. Quilalí
10. San Fernando
11. Santa María
12. Wiwilí de Nueva Segovia